# I. e. 408
Évszázadok: i. e. 6. század – i. e. 5. század – i. e. 4. század
Évtizedek: i. e. 450-es évek – i. e. 440-es évek – i. e. 430-as évek – i. e. 420-as évek – i. e. 410-es évek – i. e. 400-as évek – i. e. 390-es évek – i. e. 380-as évek – i. e. 370-es évek – i. e. 360-as évek – i. e. 350-es évek
Évek: i. e. 413 – i. e. 412 – i. e. 411 – i. e. 410 –  i. e. 409 – i. e. 408 – i. e. 407 – i. e. 406 – i. e. 405 – i. e. 404 – i. e. 403

## Események

### Perzsa Birodalom
II. Dareiosz továbbra is beavatkozik a görög poliszok harcába, Spártát támogatja Athénnal szemben. Felesége, Parüszatisz ráveszi, hogy fiatalabb fiát Küroszt állítsa Lüdia, Frígia és Kappadókia élére; egyúttal a korábbi Tisszaphernész helyett ő a főparancsnoka a kis-ázsiai perzsa erőknek. Tisszaphernésznek csak Kária maradt meg. 

### Görögország
- A korábban halálbüntetés elől menekülő Alkibiadész hét éves távollét után a spártaiak ellen aratott győzelmei okán diadalmasan tér vissza Athénba. Ő vezeti a vallásos menetet Eleusziszba, bizonyítva, hogy felmentették a korábbi szentségtörési vádak alól. Alkibiadészt sztratégosszá is megválasztják, majd Számoszra utazik, az athéni flottához.
- a spártai Lüszandrosz Epheszoszban perzsa segítséggel nagy flottát épít.
- az olümpiai pánhellén gyűlésen a filozófus Gorgiasz felszólal a spártaiak Perzsiával kötött szövetsége ellen.

### Itália
Rómában consuli jogkörű katonai tribunusok: Caius Iulius Iullus, Caius Servilius Ahala és Publius Cornelius Cossus. Dictatorrá választják Publius Cornelius Rutilus Cossust.

## Kultúra
Előadják Euripidész Oresztész és Föníciai nők c. tragédiáit. Euripidész csalódottan elhagyja Athént és I. Arkhelaosz király meghívására Makedóniába utazik. 

## Születések
- Knidoszi Eudoxosz, görög matematikus, csillagász
- Dion, Szürakuszai tirannosza († kb. i.e. 354)

## Fordítás
- Ez a szócikk részben vagy egészben  a(z)   408 BC című angol Wikipédia-szócikk ezen változatának fordításán alapul.  Az eredeti cikk szerkesztőit annak laptörténete sorolja fel. Ez a jelzés csupán a megfogalmazás eredetét és a szerzői jogokat jelzi, nem szolgál a cikkben szereplő információk forrásmegjelöléseként.